# Olga Umnova
Olga Umnova (russe : Ольга Вячеславовна Умнова) est une universitaire britannique née en Russie, maître de conférences en acoustique théorique au département d’acoustique de l'université de Salford. En reconnaissance de sa contribution au domaine de l’acoustique, elle reçoit la médaille Tyndall (en) de l'Institut de l'acoustique (Royaume-Uni) (en) en 2010.

## Biographie
Umnova est titulaire d'un diplôme de mathématiques et physiques appliquées de l'Institut de physique et de technologie de Moscou, et d'un doctorat en acoustique de l'Institut général de physique rattaché à l'Académie des sciences de Russie obtenu en 1994. De 1994 à 2004, elle est chercheuse à l'université ouverte et depuis 2004, elle est travaille pour l'université de Stalford.
Elle s'engage activement dans le domaine de l'acoustique et est ou fut membre de différents organisations liées à ce domaine comme l'Institut de l'acoustique (en) (IOA), l'Engineering and Physical Sciences Research Council (EPSRC). Elle fut aussi éditrice associée du Journal of Applied Acoustics et du journal Acta Acustica United with Acustica.